# Philipp Sauerland

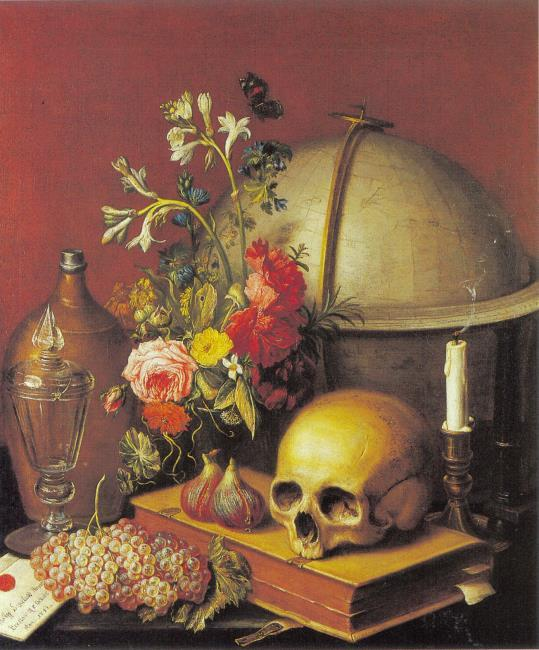
Vanitas. 1744

Philipp Sauerland (* 1677 in Danzig, Polnisch-Preußen; † um 1760 in Breslau, Provinz Schlesien, Königreich Preußen) war ein deutscher Maler in Danzig und Breslau.

## Leben
Der Maler Lorentz Sawerlender (bzw. Sauerländer) war wahrscheinlich sein Großvater. Dieser stammte aus Hohenkirchen in Thüringen und wurde 1643 als Mitglied der Danziger Malergilde genannt. Der Maler Philip Surlandt, der 1675 sein Gesellenstück in Danzig vorstellte, war wahrscheinlich sein Vater.
Der junge Philipp Sauerland begab sich wahrscheinlich bald auf Wanderschaft, denn von ihm sind keine Gesellen- oder Meisterarbeiten in Danzig bekannt. 1709 war er in Berlin. 1712 und 1714 fertigte er Arbeiten in Danzig an.
Etwa um 1716 ging Sauerland nach Breslau im damals österreichischen Schlesien. Von 1721 ist eine eigenhändige Signatur als Keyser. Hof-Mahler in Breßlau bekannt. Er war wahrscheinlich auch einige Zeit in Wien tätig.
1758 machte Philipp Sauerland sein Testament, 1762 wurde es ausgeführt.

## Schaffen
Philipp Sauerland malte vor allem Stillleben sowie Porträts. Sein Malstil ist vom niederländischen Barockstil beeinflusst, der ansonsten in Danzig nicht sehr verbreitet war. Der künstlerische Wert seiner Gemälde muss als begrenzt eingeschätzt werden, gleichwohl erzielen diese bei Auktionen sechsstellige Preise.